# 히가시아가타촌
히가시아가타촌(東英村)은 이시카와현 가호쿠군에 있던 촌이다. 현재의 쓰바타정의 중심부의 북서, 나나오선 노세역의 주변에 해당한다.

## 역사
- 1889년 4월 1일 - 정촌제 시행에 의해 가호쿠군 히가시아가타촌이 성립하였다.
- 1898년 4월 24일 - 나나오 철도 (후에 나나오선)이 개업하였다, 당시엔 역은 설치되지 않았다.
- 1907년 8월 10일 - 다네다니촌과 합병해 아가타촌이 성립하였다.

## 교통

### 철도
현재는 구촌에 나나오 철도의 노세역이 소재하지만 당시엔 미개업

## 참고문헌
- 角川日本地名大辞典 17 石川県